# ملیحه سعیدی
ملیحه سعیدی (زاده ۱۷ تیر ۱۳۲۷ تهران) موسیقیدان، آهنگساز و نوازندهٔ ساز قانون اهل ایران است.

## زندگی‌نامه
ملیحه سعیدی در ۱۷ تیر ماه سال ۱۳۲۷در تهران متولد شد. موسیقی را از کودکی در خانواده‌ای اهل هنر آغاز کرد. در زمان ریاست حسین دهلوی از هنرستان موسیقی ملی در رشتهٔ ویلون کلاسیک و ایرانی فارغ‌التحصیل شد. نواختن سازهای ویلون آلتو، قیچک، تمبک، پیانو و قانون را ضمن تحصیل در هنرستان و دانشگاه فرا گرفت. وی قانون را به عنوان ساز تخصصی خود انتخاب کرد و نزد مهدی مفتاح در هنرستان آموخت.
او در سال ۱۳۴۷ تدریس قانون را در «هنرستان موسیقی ملی» آغاز کرد و در سال ۱۳۵۵ از دانشکده هنرهای زیبای دانشگاه تهران در رشتهٔ موسیقی با ساز تخصصی قانون فارغ تحصیل شد. ملیحه سعیدی در «مرکز حفظ و اشاعهٔ موسیقی ملی» از محضر اساتیدی چون: داریوش صفوت، نورعلی برومند، محمود حکیمی، یوسف فروتن و سعید هرمزی بهره جست. وی ظرایف موسیقی ایرانی را از اساتید مجرب فرا گرفت و آنها را با ساز قانون انطباق داد.

## فعالیت‌ها
ملیحه سعیدی ساز قانون را با لحنی کاملاً ایرانی و هم رنگ با سایر سازهای موسیقی دستگاهی از این ساز می‌نوازد. شیوه نواختن این ساز به‌طور سنتی با دو انگشت اشاره صورت می‌گیرد. در سال‌های اخیر علاوه بر تکنیک دو انگشتی، با ابتکار ملیحه سعیدی شیوه ده انگشتی نوازندگی قانون نیز رونق گرفته‌است. در این روش امکانات زیادی از ساز در اختیار نوازنده و آهنگساز قرار می‌دهد. وی پس از ۲۲ سال تحقیق در سال ۱۳۶۹ کتاب «آموزش ساز قانون» را با نظر و همکاری حسین دهلوی به چاپ رسانید. این کتاب در سال ۱۳۹۰ در ۳ جلد به چاپ رسید و در سال ۱۳۹۷ با تغییراتی به همراه سی دی منتشر شد.
هم‌چنین کتاب «ردیف میرزا عبدالله برای ساز قانون» به همراه شش سی دی با تنظیم و نت نویسی ملیحه سعیدی در سال ۱۳۹۵ منتشر شد.
وی از سال ۱۳۷۴ در دانشکدهٔ موسیقی به تدریس مشغول بوده‌است و ساخت قطعه‌های ارکستری و تصنیف و ساخت قطعات موسیقی برای ساز قانون را نیز به سرانجام رسانده‌است.
ملیحه سعیدی دارای مدرک درجه یک هنری از وزارت فرهنگ و ارشاد اسلامی است و در سال ۱۳۹۷ از او بزرگداشتی به همت «گروه موسیقی نوشه» با همکاری خانه موسیقی ایران و خانه هنرمندان ایران برگزار شد و از وی تقدیر به عمل آمد.

## آثار
- آلبوم «استادان قانون» ناشر:مؤسسه فرهنگی-هنری ماهور.
- آلبوم «شبنم صحرایی» ناشر: آوای سپهر.
- آلبوم «نوای دل» ناشر: آوای سپهر.
- نوازندگی در آلبوم موسیقی «تنها ماندم» به آهنگسازی «همایون خرم»، تنظیم «کامبیز روشن روان» و خوانندگی «محمد اصفهانی»[۷][۸]
- آلبوم «نوای غربت» مشترک با سید نورالدین رضوی سروستانی، ناشر: مرکز موسیقی حوزه هنری
- آلبوم «آهوی وحشی» ناشر: آوای سپهر.
- آلبوم «هزار آوا» ناشر: آوای سپهر.
- آلبوم «نوای قریه» ناشر: آوای سپهر.
- آلبوم «آوای روستا» ناشر: آوای سپهر.